# Island of Lost Souls (film)
Island of Lost Souls is een Amerikaanse sciencefiction/horrorfilm uit 1932, met in de hoofdrollen Charles Laughton en Béla Lugosi. De film is gebaseerd op het boek Het eiland van dokter Moreau van H. G. Wells.

## Verhaal
Edward Parker lijdt schipbreuk en wordt opgepikt door een vrachtschip dat goederen brengt naar een afgelegen eiland in de Grote Oceaan. Dit eiland blijkt eigendom van een zekere Dr. Moreau. Wat hij precies doet op het eiland weet niemand. Het enige dat Parker te weten komt, is dat de dokter erg op zijn privacy is gesteld.
Eenmaal op het eiland krijgt Parker onenigheid met de kapitein van het vrachtschip en wordt hij achtergelaten. Dr. Moreau vindt hem en neemt hem mee naar zijn huis. Daar ontdekt Parker langzaam waarom Moreau zo geheimzinnig doet. Allereerst hoort hij ’s nachts vreemde geluiden. Wanneer hij het huis probeert te verlaten, loopt hij een paar vreemde mens/dier-hybriden tegen het lijf. Parker wordt net op tijd van deze beestmensen gered door Moreau en zijn assistenten, die de beesten met een zweep weer in het gareel dwingen.
Terug in het huis legt Moreau uit dat hij met behulp van operaties de dieren van het eiland ombouwde tot deze beestmensen. De operaties vinden plaats in een kamer waar hij naar refereert als het "huis van de pijn". Moreau toont Parker zijn succesvolste creatie: een panter die er nu uitziet als een aantrekkelijke menselijke vrouw. Pantervrouw Lota is door de experimenten zelfs zo menselijk geworden, dat Moreau hoopt dat ze kan paren met een echt mens. Hiervoor heeft hij Parker in gedachten. Dit idee wordt verstoord door de onverwachte komst van Parkers verloofde Ruth.
Parker beseft dat hij van het eiland moet ontsnappen. Hij en zijn verloofde krijgen die kans wanneer de beestmensen Moreau betrappen op het plegen van geweld en in opstand komen. Ze slepen hem naar zijn eigen "huis van de pijn", waar ze hem vermoorden met zijn eigen instrumenten. Uiteindelijk gaat het hele eiland in vlammen op. Parker en Ruth ontkomen tijdig.

## Rolverdeling
| Acteur           | Personage              |
| ---------------- | ---------------------- |
| Charles Laughton | Dr. Moreau             |
| Richard Arlen    | Edward Parker          |
| Leila Hyams      | Ruth Thomas            |
| Béla Lugosi      | Sayer of the Law       |
| Kathleen Burke   | Lota the Panther Woman |
| Arthur Hohl      | Mr. Montgomery         |
| Stanley Fields   | Captain Davies         |
| Paul Hurst       | Captain Donahue        |
| Hans Steinke     | Ouran                  |
| Tetsu Komai      | M'ling                 |
| George Irving    | American Consul        |

## Achtergrond

### Ban in het Verenigd Koninkrijk
De film werd tot drie keer toe beoordeeld door de British Board of Film Censors, in 1933, 1951 en 1957. Alle drie de keren weigerde de Board de film een rating te geven en uit te brengen in het Verenigd Koninkrijk. De exacte reden van deze ban is niet duidelijk, maar heeft mogelijk te maken met de Cinematograph Films (Animals) Act 1937, waarin werd verboden om wreedheden tegen dieren te tonen in films die in het Verenigd Koninkrijk uitkwamen. Uiteindelijk kreeg de film op 9 juli 1958 een 'X' certificate.

### Invloed
- Leden van de new wave-band Devo waren fans van de film. Ze verwerkten delen van de dialogen uit de film in hun lied Jocko Homo.
- De band Oingo Boingo maakte een lied gebaseerd op de film en het originele boek, "No Spill Blood".
- Van de film is tweemaal een remake gemaakt, beide onder dezelfde titel als het boek. De eerste remake kwam uit in 1977. De tweede verscheen in 1996.